# INPP5D
SHIP1 je enzym s fosfatázovou aktivitou tvořený mnoha doménami. U lidí je kódován genem INPP5D. SHIP1 je exprimován převážně hematopoetickými buňkami, ale také například osteoblasty a buňkami endotelu. Tato fosfatáza je důležitá pro regulaci buněčné aktivace, na čemž se podílí nejen katalyticky, ale i adaptorovými mechanismy. Přesun SHIP1 z cytosolu na cytoplazmatickou membránu, kde především plní svou funkci, je řízen tyrosinovou fosforylací intracelulárních řetězců buněčných transmembránových receptorů, na které se SHIP1 váže. Nedostatečná regulace SHIP1 vede k různým patologiím.

## Struktura a regulace aktivity
SHIP1 je 145 kDa velký protein exprimovaný v několika alternativních setřihových variantách. SHIP1 je členem rodiny inositol-polyfosfát-5-fosfatázy (INPP5).
Na N-konci proteinu se nachází SH2 doména, která je důležitá pro interakci SHIP1 s fosforylovanými proteinovými řetězci. Centrální část proteinu tvoří vysoce konzervovaná fosfatázová doména, která na N-konci sousedí s PH-like doménou, která váže fosfatidylinositol-3,4,5-trifosfát (PI(3,4,5)P3), a C-konci se překrývá s C2 doménou, která váže fosfatidylinositol-3,4-bisfosfát (PI(4, 5)P2). C-konec není strukturován, ale obsahuje oblast bohatou na prolin, která tvoří motiv typický pro vazbu SH3 domény, a také obsahuje sekvenci s tyrosinem 915 (Y915) a tyrosinem 1022 (Y1022) (v případě lidských buněk), která je typická pro interakci s doménou vázající fosfotyrosin (PTB doména).
Fosfatázová aktivita SHIP1 může být alostericky regulována fosforylací serinu 440 (Ser440) na fosfatázové doméně. Tato fosforylace je zprostředkována cAMP-dependentní proteinkinázou A (PKA) či vazbou PI(3,4)P2 na C2 doménu. Dále je také regulována fosforylace Y915 a Y1022, a tím vazba PTB domény na C-konec SHIP1.

## Funkce
SHIP1 svým působením hydrolyzuje na cytoplasmatické membráně 5'-fosfát z PI(3,4,5)P3 a inositol- 1,3,4,5 -tetrakisfosfátu, čímž ovlivňuje vazbu mnoha proteinů na cytoplazmatickou membránu a tím mnoho signálních drah. Přístup k substrátu, který je umístěn na cytoplazmatické membráně, je zajištěn translokací SHIP1 z cytosolu na plazmatickou membránu, která je zprostředkována vazbou SH2 domény na fosforylované intracelulární řetězce buněčných transmembránových receptorů. Vazba SHIP1 na fosforylované inhibiční motivy imunoreceptorů založených na tyrosinu (ITIM) receptoru FcyRIIB inhibuje aktivaci B lymfocytů, včetně přílivu Ca2+. SHIP1 může také interagovat s jinými inhibičními receptory a přispívat tak k negativní signalizaci. Celkově je SHIP1 znám jako negativní regulátor proliferace a přežívání buněk. SHIP1 se též může vázat na částečně fosforylované imunoreceptorové tyrosinové aktivační motivy (ITAM) některých buněčných transmembránových receptorů, například T buněčných receptorů (TCR) a CD79a/b. SHIP1 se neváže pouze na intracelulární řetězce transmembránových receptorů. Svou SH2 doménou může také interagovat s fosforylovanými cytoplazmatickými proteiny, jako jsou SHC1 a DOK1.
SHIP1 může též regulovat buněčnou signalizaci nezávisle pouze na katalytické aktivitě, jelikož může sloužit jako lešení pro další proteiny a regulovat tak protein-proteinové interakce.

## Interakce
Bylo prokázáno, že SHIP1 interaguje s DOK2, Lyn, CD22, Grb2, CRKL, CD31, DOK1 a SHC1.

## Klinický význam
Špatná regulace funkce SHIP1 vede k různým patologiím. Na jedné straně je její zvýšená aktivita asociována s nádorovým bujením. Na druhé straně její nízká aktivita vede k autoinflamatorním onemocněním. Právě tohoto poznatku je využito při vývoji léčiv. V případě autoinflamatorních onemocněních je snaha zvýšit aktivitu SHIP1 fosfatázy malými molekulami, které se vážou na C2 doménu a působí jako alosterické aktivátory. Aktuálně jsou v klinických testech 2 takové molekuly testované jako potenciální protizánětlivé látky: AQX-1125 (Rosiptor) a AQX-MN100.